# Dienstonderscheiding (Koninkrijk Saksen)
Tussen 1831 en 1918 heeft het Koninkrijk Saksen meerdere dienstonderscheidingen (Duits: Dienstauszeichnungen") gekend. Het werd in de 19e eeuw steeds gebruikelijker om ook lager militair personeel voor langdurige dienst te decoreren. Het voorbeeld was in 1812 in Pruisen gesteld met de eerste Dienstonderscheiding, de Onderscheiding voor Trouwe Dienst.
De Saksische medailles en kruisen volgden ook in de vorm het Pruisische voorbeeld. Na de Saksische nederlaag in de Duitse Oorlog van 1866 werd het Koninklijk Saksische Leger deel van het door Pruisen gedomineerde Duitse leger.  Dat werd op 7 februari 1867 in een verdrag, de "Militärkonvention" vastgelegd. Saksische onderdanen werden voor zover zij bij de landmacht dienden in het XIIe Legerkorps ingedeeld. In de jaren 1874 - 1918 kwamen de kruisen, medailles en schnallen in vorm en organisatie overeen met het Pruisische decoratiestelsel. Vanaf 1874 werd ook de Landweer bij jubilea gedecoreerd met een eigen Dienstonderscheiding.
De dienstonderscheidingen (1831 - 1918)
- De Zilveren Medaille voor 15 Dienstjaren van Officieren en Soldaten (1832 - 1873)
- De Zilveren Medaille voor 10 Dienstjaren van Officieren en Soldaten (1832 - 1873)
- Het Kruis voor 25 Dienstjaren van de Officieren (1874 - 1918)
- De Dienstonderscheiding Ie Klasse voor 21 Dienstjaren van Officieren en Manschappen, Gouden Medaille (1874 - 1913)
- De Dienstonderscheiding IIe Klasse voor 15 Dienstjaren van Officieren en Manschappen, Medaille (1874 - 1913)
- De Dienstonderscheiding IIIe Klasse voor 9 Dienstjaren van Officieren en Manschappen, Medaille (1874 - 1913)
- De Dienstonderscheiding Ie Klasse voor 15 Dienstjaren van Onderofficieren, Kruis (1913 - 1918)
- De Dienstonderscheiding IIe Klasse voor 12 Dienstjaren van Onderofficieren, medaille (1913 - 1918)
- De Dienstonderscheiding IIIe Klasse voor 9 Dienstjaren van Onderofficieren, medaille (1913 - 1918)

De Dienstonderscheidingen van de Landweer (1874 - 1918)
- De Dienstonderscheiding Ie Klasse voor 20 Dienstjaren in de Landweer, Kruis (1902 - 1918)
- De Dienstonderscheiding IIe Klasse van de Landweer, een "Schnalle" (1874 - 1913) of medaille (1913 - 1918)

Een van de dienstonderscheidingen voor de Landweer is een zogeheten "Schnalle". De medaille werden op de linkerborst gedragen.